# Cryphia troughti
Cryphia troughti är en fjärilsart som beskrevs av Edward P. Wiltshire 1956. Cryphia troughti ingår i släktet Cryphia och familjen nattflyn. Inga underarter finns listade i Catalogue of Life.